# Râul Grădiștea
Râul Grădiștea este un afluent al râului Turcu. 

## Hărți
- Harta județului Brașov